# بيغوس
البيغوس (Bigos 
تُلفظ بالبولندية: ‎[ˈbʲiɡɔs]‏)، طبق من بولندا، يعرف أيضاً باسم "يخنة الصياد"، يتكون هذا الطبق من لحوم من أنواع مختلفة
مفرومة فرماً ناعماً مطهوة مع الملفوف المخلل والملفوف الطازج.
يعتبر البيغوس طبقاً وطنياً في بولندا، وقد ورد ذكره في الشعر وجميع السياقات الأدبية، حسبما أورد وليام وويز ويفير، المؤرخ في المطبخ الأمريكي"

## المكونات والتحضير
المكونات الرئيسية للطبق هي عبارة عن أنواع مختلفة من اللحوم المفرومة إلى قطع بحجم لقمة وخليط من الملفوف المخلل والملفوف الأبيض الطازج المقطع. أما اللحوم فقد تكون لحم الخنزير (هام أو باكون وقد تكون من لحم الكتف أو الخاصرة أو الأضلاع)، لحم بقر وبتلو أو دواجن (دجاج أو بط أو أوز أو ديك الحبش بالإضافة إلى تشاركوتيري خاصة أنواع مختلفة من كيلباسا أو الصوصيج البولندي المدخّن.
يعتبر تنوّع اللحوم في الطبق ضرورياً لنجاح الوصفة، فقد يكون إعداد هذا الطبخ فرصة للتخلص من بقايا الطعام من اللحوم. أحياناً يتم تحميص بعض اللحم قبل تقطيعه وتطهى ببطء في شحم الخنزير أو الزيت النباتي.

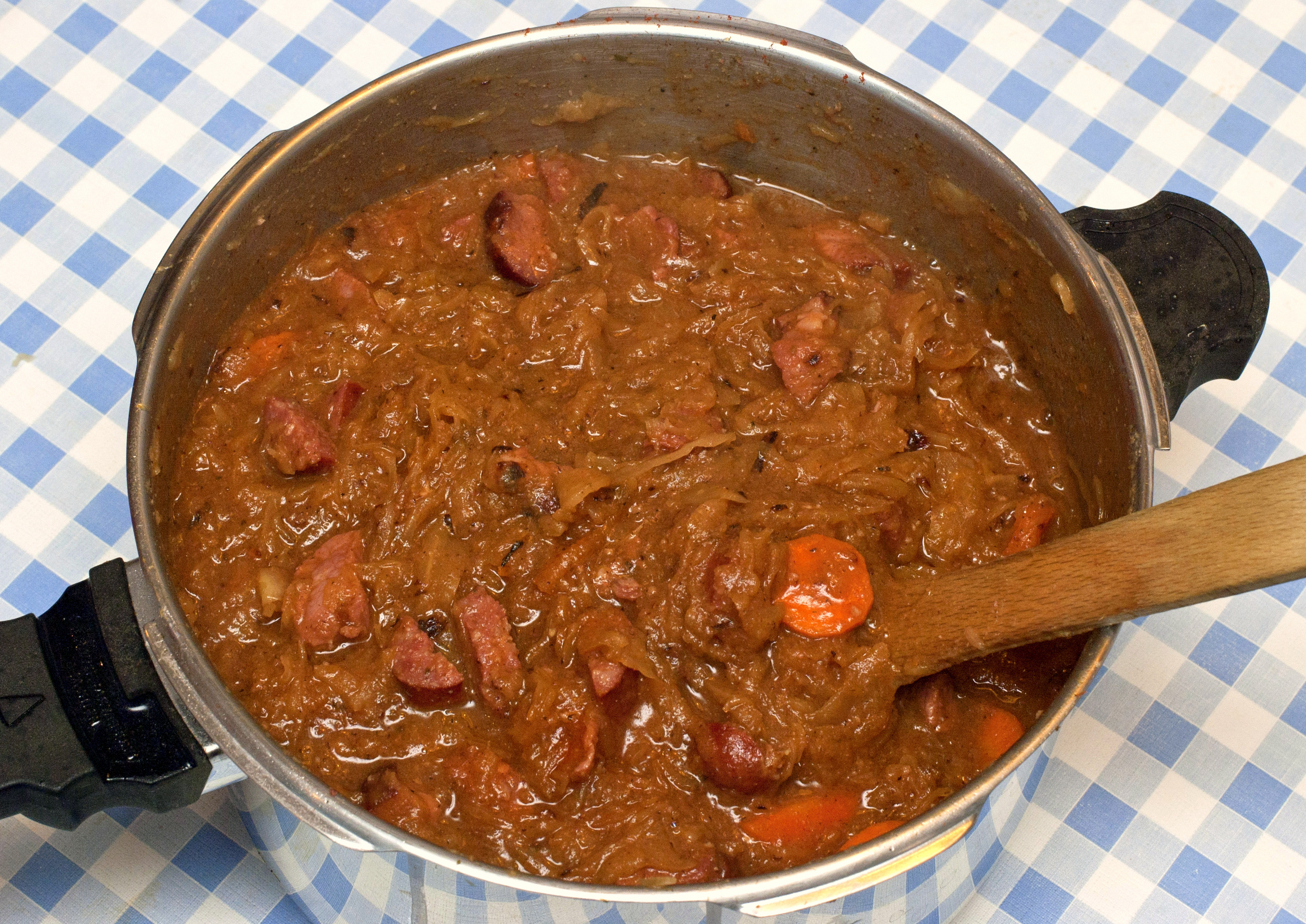
وعاء من البيغوس

يشطف مخلل الملفوف ويصفّى قبل تقطيعه ومزجه مع الملفوف الطازج المقطع. تعتمد النسبة على درجة نضج الملفوف، فكلما كانت أقدم وأنضج، كلما أعطت طعماً لاذعاً أكثر، فيضاف عندئذ ملفوف طازج أكثر لتحقيق توازن بين النكهات. تقليدياً، يتم تخليل الملفوف في فصل الخريف فإذا استخدم في الطبق في فصل الربيع يتم خلط كميات متساوية منه مع الملفوف الطازج. يطهى خليط الملفوف بكمية صغيرة من الماء قبل خلطه مع اللحم المطهو ببطء، ثم يترك لعدة ساعات، يجب أن يتكثف الحساء من خلال تخبر السائل لوحدة، لكن إن كانت كمية السائل زائدة يمكن إضافة بعض الطحين أو خبز الجاودار أو قطع البطاطا النيئية لتقليل كمية السائل الإضافي.
من المكونات الأخرى التي يمكن إضافتها البصل المقطع والمحمر بالدهن والفطر المجفف (يعد منفصلاً في الماء المغلي) والملح والفلفل الأسود والفلفل الإفرنجي والعرعر والغار. بعض الوصفات تضاف لها الكراويا والقرنفل والثوم والمردقوش والزعتر وجوزة الطيب. قد يضاف النبيذ الأحمر أو عصير الشمندر لتحسن طعم الملفوف المخلل. أحياناً يُحلّى الطبق قليلاً بإضافة السكر أو زبيب أو عسل أو خوخ مجفف